# Liste der Biografien/Brao
Liste der Biografien |
Portal Biografien |
Personensuche
# |
A |
B |
C |
D |
E |
F |
G |
H |
I |
J |
K |
L |
M |
N |
O |
P |
Q |
R |
S |
T |
U |
V |
W |
X |
Y |
Z |
?
 
Ba |
Be |
Bd |
Bg |
Bh |
Bi |
Bj |
Bl |
Bm |
Bn |
Bo |
Br |
Bs |
Bu |
Bw |
By |
Bz
 
Bra |
Brc |
Brd |
Bre |
Brg |
Bri |
Brj |
Brk |
Brl |
Brn |
Bro |
Brp–Brt |
Bru |
Brv |
Bry |
Brz
 
Braa |
Brab |
Brac |
Brad |
Brae |
Braf |
Brag |
Brah |
Brai |
Braj |
Brak |
Bral |
Bram |
Bran |
Brao |
Braq |
Brar |
Bras |
Brat |
Brau |
Brav |
Braw |
Brax |
Bray |
Braz
Die Liste der Biografien führt alle Personen auf, die in der deutschsprachigen Wikipedia einen Artikel haben. Dieses ist eine Teilliste mit 13 Einträgen von Personen, deren Namen mit den Buchstaben „Brao“ beginnt.

## Brao

### Braos
- Braose, Giles de († 1215), englischer Geistlicher
- Braose, John de, englischer Adliger
- Braose, Philip de, anglonormannischer Militär
- Braose, Philip de, 2. Lord of Bramber, normannischer Adliger
- Braose, Reginald de (1178–1228), cambro-normannischer Adliger
- Braose, Walter de, englischer Adliger
- Braose, William de († 1210), anglonormannischer Adliger
- Braose, William de, 1. Baron Braose (1220–1291), englischer Adliger
- Braose, William de, 2. Baron Braose (* 1261), englischer Adliger
- Braose, William de, 3. Lord of Bramber, anglonormannischer Adliger
- Braose, William de, 4. Lord of Bramber († 1211), anglonormannischer Magnat
- Braose, William de, 7. Lord of Bramber († 1230), englischer Adliger

### Braou
- Braoudé, Patrick (* 1954), französischer Schauspieler, Regisseur, Drehbuchautor und FilmproduzentPatrick Braoudé (* 1954)

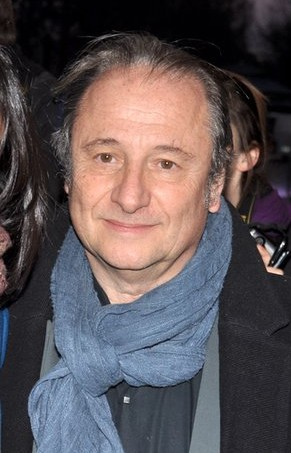
Patrick Braoudé (* 1954)